# Archie (Misuri)
Archie es una ciudad ubicada en el condado de Cass en el estado estadounidense de Misuri. En el Censo de 2010 tenía una población de 1170 habitantes y una densidad poblacional de 379,29 personas por km².

## Geografía
Archie se encuentra ubicada en las coordenadas 38°28′56″N 94°21′2″O / 38.48222, -94.35056. Según la Oficina del Censo de los Estados Unidos, Archie tiene una superficie total de 3.08 km², de la cual 2.99 km² corresponden a tierra firme y (2.94%) 0.09 km² es agua.

## Demografía
Según el censo de 2010, había 1170 personas residiendo en Archie. La densidad de población era de 379,29 hab./km². De los 1170 habitantes, Archie estaba compuesto por el 96.92% blancos, el 0.51% eran afroamericanos, el 0.26% eran amerindios, el 0.17% eran asiáticos, el 0.26% eran isleños del Pacífico, el 0.85% eran de otras razas y el 1.03% pertenecían a dos o más razas. Del total de la población el 1.97% eran hispanos o latinos de cualquier raza.